# Штраус, Лео
Лео Штра́ус (нем. Leo Strauss; 20 сентября 1899 — 18 октября 1973) — немецко-американский политический философ, историк политической философии, культуролог. Работал в Чикагском университете, читал курсы по истории политической мысли.

## Биография

### Ранние годы
Лео Штраус родился в еврейской семье в Германии, под Марбургом. Учился в гимназии при университете Марбурга. Во время Первой мировой войны служил в германской армии в качестве переводчика в оккупированной Бельгии.
После войны учился в Марбурге, Франкфурте-на-Майне, Берлине, Гамбурге; изучал философию, математику, естественные науки. Слушал курсы лекций Эдмунда Гуссерля и Мартина Хайдеггера. В Гамбургском университете получил степени магистра в 1921 году и доктора философии в 1925 году (диссертация: «Об эпистемологии в философской доктрине Ф. Г. Якоби»).
В 1925—1932 годах работал в Академии еврейских исследований в Берлине. Значительное влияние на Штрауса оказал Карл Шмитт, благодаря помощи которого Штраус в 1932 году получил стипендию фонда Рокфеллера. После Штраус состоял с ним в переписке.

### Франция
В 1932 году покинул Германию и уехал в Париж, где женился на Мириам Бернзон (англ. Miriam Bernsohn).

### Великобритания
В 1934 году отправился в Великобританию. В 1935 году он некоторое время работал в Кембриджском университете.

### США
В 1937 году переехал в США. С 1938 по 1948 годы работал лектором политологии в Новой школе социальных исследований в Нью-Йорке. В 1942 году все его родственники, оставшиеся в Германии, погибли в концлагере. В 1949—1967 годах возглавлял кафедру политической философии Чикагского университета. В 1968—1969 годах — профессор Клермонтского мужского колледжа в Калифорнии (англ. Claremont Men's College), в 1969—1973 годах — Колледжа св. Джона в Аннаполисе (Мэриленд).

## Политическая философия

### Неоконсерватизм
Лео Штраус считается основателем философии неоконсерватизма. Он сформировал философский базис неоконсерватизма, основываясь на классиках (в наибольшей степени Сократе, Платоне и Аристотеле) и на критике Макиавелли и Хайдеггера и развив идеи своих современников Белла, Глэзера), Ирвинга Хоу и Ирвинга Кристола.

## Мнения о Штраусе
- Профессор Йельского университета Стивен Смит[5]: «Штраус совсем не был консерватором, он был другом либеральной демократии — одним из лучших друзей, которые она когда-либо имела. Более того, вопреки утверждениям его критиков, Штраус не смотрел на политику ни справа, ни слева, — он смотрел на неё сверху».

- Профессор Ишай Ланда[6]: «Штраус, собственно говоря, неоднократно подчёркивал, что его консервативная позиция в действительности призвана воскресить подлинный, старинный либерализм — неумолимый, тайный и элитарный, — который следует отличать от рыхлого, эгалитарного и массифицированного либерализма современности. „Консерватизм нашей эпохи, — по словам Штрауса, — идентичен тому, что изначально представлял собой либерализм“ (цит. по Strauss, Leo Liberalism Ancient and Modern. New York: Basic Books, 1968)».

- По мнению профессора Шадии Дрери[7], Штраус был вдохновителем элитарного течения в американской политике, граничащего с империалистическим милитаризмом, неоконсерватизмом и христианским фундаментализмом. По словам Дрери, Штраус был убеждён, что политические элиты обязаны постоянно вводить в заблуждение своих сограждан, коль скоро ими нужно управлять, и что сильные руководители должны внушать своим подданным установки, которые отражают представление власти о том, что является благом для граждан.

- Исследователь Николас Зенос[8] придерживается мнения, что Штраус являлся «антидемократом в самом фундаментальном смысле, подлинным реакционером». По утверждению Зеноса, «Штраус был человеком, желавшим возврата к долиберальной, добуржуазной эре кровавых распрей, имперского доминирования, авторитарного правления и незамутнённого фашизма».

## Ученики
- Алан Блум
- Пол Эйдельберг
- Гарри В. Джаффа[англ.]
- Пол Вулфовиц
- Абрам Шульски

## Русские переводы сочинений Лео Штрауса

### Книги
- Введение в политическую философию. М., 2000[9]
- О тирании. СПб., 2006. ISBN 5-288-03896-1
- Естественное право и история. М., 2007. ISBN 5-902312-94-9
- Заметки о труде Лукреция. М., 2019. ISBN 978-5-00121-200-3
- Город и человек. СПб., 2021. ISBN 978-5-93615-267-2

### Статьи
- Что такое политическая философия? // Антология политической мысли в 5 т. Т. 2. М., 1997. с. 399—415.
- Штраус Л. Социальная наука и гуманизм // Политическая теория в XX веке: сборник статей / под ред. А. Павлова. — М.: Издательский дом «Территория будущего», 2008. — С. 325—335. — ISBN 5-91129-022-7.
- Преследование и искусство письма // Искусство письма. Лео Штраус. Александр Кожев. Фридрих Киттлер. М., 2010. с. 5-19.
- Преследование и искусство письма // Социологическое обозрение Т. 11, № 3, 2012. с. 12-25.
- Замечания к «Понятию политического» Карла Шмитта. Три письма Карлу Шмитту. Майер Х. Карл Шмитт, Лео Штраус и «Понятие политического». О диалоге отсутствующих. М.: Скименъ, 2012.
- Германский нигилизм // Политико-философский ежегодник № 6 М.: ИФ РАН, 2013. с. 182—205.
- Проблема Сократа // Историко-философский ежегодник 2013. М.: Канон+, 2014. с. 214—232.
- Лео Штраус. О толковании Книги Бытия // Философская мысль. — 2014. — Вып. 12. — С. 153–184. — ISSN 2409-8728. — doi:10.7256/2409-8728.2014.12.1427.
- Лео Штраус. О забытом виде письма // Философская мысль. — 2015. — Вып. 6. — С. 116–134. — ISSN 2409-8728. — doi:10.7256/2409-8728.2015.6.15810.
- Лео Штраус. Философия как строгая наука и политическая философия // Философская мысль. — 2015. — Вып. 8. — С. 82–99. — ISSN 2409-8728. — doi:10.7256/2409-8728.2015.8.16318.
- Лео Штраус. Экзотерическое учение // Философская мысль. — 2015. — Вып. 9. — С. 61–80. — ISSN 2409-8728. — doi:10.7256/2409-8728.2015.9.16317.
- О «Миносе» // Философия и культура, № 6. 2015. с. 853—860.
- О «Евтифроне» // Историко-философский ежегодник 2016. 2016. с. 220—241.
- Лео Штраус. Фукидид: сущность политической истории // Vox. Философский журнал. — 2016. — № 21. — С. 1—20. — ISSN 2077-6608.
- Лео Штраус. «Философия Платона» Аль-Фараби // Vox. Философский журнал. — 2017. — № 22. — С. 1—32.. — ISSN 2077-6608.
- Лео Штраус. Иерусалим и Афины. Некоторые вводные замечания // Философская мысль. — 2017. — Вып. 5. — С. 107–128. — ISSN 2409-8728. — doi:10.7256/2409-8728.2017.5.19015.
- Лео Штраус. Разум и откровение // Вестник Екатеринбургской духовной семинарии. — 2018. — № 1 (21). — С. 427—449.
- Лео Штраус. •	Общие замечания о богах в работе Фукидида // Vox. Философский журнал. — 2019. — № 26. — С. 98—114. — ISSN 2077-6608.
- Лео Штраус. Заметка о плане «По ту сторону добра и зла» // Vox. Философский журнал. — 2020. — № 28. — С. 44—62. — ISSN 2077-6608.
- Лео Штраус. «Анабасис» Ксенофонта // Vox. Философский журнал. — 2021. — № 32. — С. 51—82. — ISSN 2077-6608.